# Pascal Colasse
Pascal Colasse (ook Collasse) (Reims, gedoopt 22 januari 1649 – Versailles, 17 juli 1709) was een Franse componist, die samen met Goupillet, Minoret en Delalande verantwoordelijk was voor de muziek in de Chapelle royale, een van de onderdelen van de Musique du roi, dat weer een onderdeel vormde van het Franse hof.
Colasses familie vestigde zich in 1651 te Parijs en Pascal Colasses muzikale vorming begon als koorknaap in de Saint-Paul en in het Collège de Navarre.
In 1677 nam Jean-Baptiste Lully hem aan als secretaris en benoemde hem als leider van de Académie royale de musique als batteur de mesure (degeen die de maat aangeeft, de concertmeester). Colasse zorgde voor de instrumentatie van Lully's instrumentale werken. Lully zou dé steun zijn voor Colasses muzikale loopbaan. Met steun van Lully wist Colasse in 1683 een van de vier posten (dat wil zeggen één per kwartaal) te verwerven als sous-maître van de Chapelle royale, naast Goupillet, Minoret en Delalande. Hij zou die functie tot 1704 vervullen.
Samen met Delalande volgde hij Henry Dumont op als componist voor de Musique de la Chambre, een van de andere afdelingen van de Musique du roi. Tegelijkertijd bleef hij medewerker van Lully. Toen in 1687 Lully overleed en een onvoltooide opera – Achille et polyxène – naliet, was het Colasse die het werk voltooide. Het werd een flop en het leverde hem sarcastische kritiek op ("een gedienstig imitator van zijn meester"). Colasse nam revanche door in 1689 een veel persoonlijkere opera, Thétis et Pélée, te componeren. Het werk was een succes en bleef tot 1750 op het repertoire. Na tegenvallers had hij in 1695 wederom succes met Le Ballet des saisons, dat qua structuur wordt beschouwd als dat wat men later opéra-ballet zou gaan noemen en waarvan hij de 'uitvinder' was, en niet André Campra, zoals vaak wordt beweerd. Alweer was harde kritiek zijn deel: Colasse werd van plagiaat beschuldigd. Reden hiervoor was dat hij in zijn Le Ballet des saisons 27 stukken van Lully had opgenomen zonder dit te vermelden; in een tweede editie (1700) werd dit rechtgezet. Desondanks heeft deze sfeer van plagiaat Colasse zijn leven lang achtervolgd.
In 1690 verwierf hij het privilege om opera's op te zetten in Bordeaux, Toulouse, Montpellier en Rijsel. Uiteindelijk richtte hij zich uitsluitend op Rijsel, maar een grote brand vernietigde het gebouw in 1696. Hetzelfde jaar wist Colasse de post te bemachtigen van de overleden Michel Lambert, als zowel maître van de Musique de la Chambre en maître van de koorknapen; als blijk van waardering steunde Lodewijk XIV hem financieel bij de aankoop. Colasse bekleedde dit ambt tot zijn dood. Zijn laatste tragédies-lyriques liet het publiek links liggen.
Voor de Chapelle royale heeft Colasse Grand motets gecomponeerd, waarvan het merendeel echter verloren is gegaan. Hoewel Colasse niet in dienst was van de kostschool in Saint-Cyr heeft hij voor deze school muziek gecomponeerd: de Cantiques spirituels op teksten van Jean Racine.
Over Colasses laatste levensjaren is weinig bekend.

## Geselecteerde discografie
- Les Cantiques spirituels de Jean Racine, Isabelle Poulenard en Miriam Ruggeri, sopraan en Jacqueline Mayeur, mezzosopraan, Le Concert Royal onder leiding van Patrick Bismuth (Astréé Auvidis, E 8756)